# Gheynarjeh
Gheynarjeh (persiska: غینرجه) är en ort i Iran.   Den ligger i provinsen Markazi, i den nordvästra delen av landet, 240 km sydväst om huvudstaden Teheran. Gheynarjeh ligger 1 686 meter över havet och antalet invånare är 801.
Terrängen runt Gheynarjeh är platt åt nordväst, men åt sydost är den kuperad.Runt Gheynarjeh är det ganska tätbefolkat, med 120 invånare per kvadratkilometer. Närmaste större samhälle är Mīlājerd, 11,8 km norr om Gheynarjeh. Trakten runt Gheynarjeh består i huvudsak av gräsmarker.